# Tyler Oakley
Mathew Tyler Oakley, znany jako Tyler Oakley (ur. 22 marca 1989 w Jackson) – amerykański youtuber i twórca podcastów, autor i aktywista społeczny.
Większość jego aktywności jest skierowana do młodych osób LGBT, przestrzegania praw LGBT, a także kwestii społecznych, w tym opieki zdrowotnej, edukacji i zapobieganiu samobójstwom wśród młodzieży LGBT. Oakley regularnie tworzy materiały na różne tematy, w tym polityki queer i popkultury.

## Życiorys

### Wczesne lata
Urodził się w Jackson, Michigan. Jego rodzice rozwiedli się, kiedy był dzieckiem. Licząc wszystkie dzieci jego rodziców, ma razem 12 rodzeństwa. Podczas szóstego roku nauki szkolnej przeprowadził się do nowego miasta, gdzie zaangażował się w działalność w chórze oraz teatrze szkolnym. W tym okresie swojego życia miał poważne problemy z jedzeniem, z czym zmagał się do końca liceum. Ujawnił się jako gej w wieku 14 lat. Po ukończeniu szkoły średniej uczęszczał do Michigan State University. Studiował komunikację, marketing i social media. Zanim zaczął karierę w mediach, pracował w restauracji McDonald’s.

### Twórczość
Oprócz prowadzenia kanału na YouTube prowadzi podcast „Psychobabble with Tyler Oakley & Korey Kuhl”, który jest dostępny na platformach internetowych, np. iTunes.
20 października 2015 wydał autobiografię pt. Binge, która została wydana przez wydawnictwo Gallery Books. Pojawił się też na okładce majowego wydania magazynu Attitude w 2017.